# 木原和敏
木原 和敏（きはら かずとし、1958年 - ）は、日本の洋画家。美術団体白日会会員。日展会員。広島市在住。ひろしま美術研究所出身。

## 経歴および受賞歴
- 1958年 広島県広島市生まれ[3][5][6]。
- 1983年 東京セントラル美術館油絵大賞展入選[3][5][6]。
- 1987年 画廊宮坂（東京）において個展開催（以降、現在まで）[3]。
- 1991年 津田画廊（京都）において個展開催（以降、現在まで）[3]。
- 1993年 第69回白日会展に初出品、入選 (以後、毎年出品)[3][5][6]。
- 1995年 第71回白日会展において会員に推挙される[5][6][7]。
- 1997年 第29回日展に初出品、入選 (以後、毎年出品)[3][5][6]。
- 1999年 第31回日展において「ひととき」により特選を受賞[3][5][6][8]。
- 2006年 第38回日展において「たたずむ」により2回目の特選を受賞[3][5][6][8]。
- 2010年 第42回日展審査員となる[3][5][6]。
- 2011年 第87回白日会展において「Room」により内閣総理大臣賞を受賞[3][5][6][9]。日展会友から昇格して日展会員となる[5]。

## 作品所蔵美術館
- ホキ美術館[10]
- 公益財団法人ウッドワン美術館[11]
- 置戸ぽっぽ絵画館[12]

## 取扱い画廊
- 画廊宮坂（東京・銀座）[13]
- 津田画廊（京都）[14]
- 春風洞画廊（東京・日本橋）[15]